# Euhelopodidae
Los euhelopódidos (Euhelopodidae, "patas idóneas para pantanos") es una familia dudosa de dinosaurios saurópodos que vivieron en el Jurásico Superior y el Cretácico Inferior (hace aproximadamente 152 y 100 millones, entre el Kimmeridgiense y el Albiense). El nombre de la familia fue propuesto originalmente por el paleontólogo estadounidense Alfred Sherwood Romer en 1956. Cuatro géneros, Chiayusaurus, Omeisaurus, Tienshanosaurus y Euhelopus fueron propuestos originalmente como euhelopodinos (la subfamilia Euhelopodinae). Otros géneros de China, como Mamenchisaurus, solían ser incluidos en esta familia, pero se le reclasificó en Mamenchisauridae. Sin embargo, la familia tradicional Euhelopodidae ha sido abandonada por muchos taxonomistas desde entonces. Podría bien ser una familia válida, pero el conocimiento de los saurópodos asiáticos del Jurásico y el Cretácico es muy pobre y no han sido objeto de suficientes análisis detallados, por lo que se desconoce si realmente Euhelopodidae abarca a otros géneros además del propio Euhelopus.
Michael D'Emic (2012) formuló la primera definición filogenética de Euhelopodidae, definiéndola como el clado que contiene a los "neosaurópodos más cercanamente relacionados con Euhelopus zdanskyi que a Neuquensaurus australis". El análisis filogenético realizado por este autor indicó que con esta definición de Euhelopodidae, la familia podría abarcar adicionalmente a Qiaowanlong, Erketu, Daxiatitan, Tangvayosaurus y a Phuwiangosaurus.